# Im weißen Rößl (1926)
Im weißen Rößl ist ein deutsches Stummfilmlustspiel nach der gleichnamigen Vorlage (1896) der Autoren Oskar Blumenthal und Gustav Kadelburg. Unter der Regie von Richard Oswald spielen Liane Haid und Max Hansen.

## Handlung
Die Geschichte spielt im malerischen St. Wolfgang im oberösterreichischen Salzkammergut. Dort betreibt die Wirtin Josefa Vogelhuber die Wirtsstube „Zum weißen Rößl“ mit angeschlossenem Hotel. In der Hochsaison ist hier sehr viel los, und eine Reihe von bisweilen anstrengenden Gästen wie etwa der Berliner Fabrikant Giesecke mit Tochter halten das Personal in Trab. Giesecke hat soeben einen Prozess verloren und will die Streitigkeiten durch die Vermählung seiner Tochter mit dem Sohn des Kontrahenten aus der Welt schaffen. Doch Dr. Siedler, der Anwalt des Gegners, hat selbst ein Auge auf Frl. Giesecke geworfen. Es dauert noch einige Zeit, bis die beiden jungen Leute zusammenkommen und sich die Prozessgegner miteinander versöhnen.
Weitere Turbulenzen drohen, als der Zahlkellner Leopold, der schon seit langem in seine anfänglich desinteressierte Chefin Josefa verliebt ist, nicht mehr mit voller Aufmerksamkeit seiner Arbeit nachgeht. Ständig kommen Ereignisse und Menschen dazwischen, die das Glück von Wirtin und Kellner zumindest vorläufig verhindern, zumal die Wirtin plötzlich Interesse an Dr. Siedler zeigt. Nun kocht Leopolds Eifersucht hoch, und er beginnt skurrile Ideen zu entwickeln, die den gesamten Betrieb durcheinanderwirbeln. Zum Happy End bekommt auch er seine Traumfrau, die Rößl-Wirtin.

## Produktionsnotizen
Im weißen Rößl entstand im Juli 1926 in Berlins Efa-Filmstudio und vor Ort am Wolfgangsee (Außenaufnahmen). Der Film passierte am 26. August 1926 die Zensur. Die Uraufführung des für die Jugend freigegebenen Siebenakters mit einer Länge von 2762 Metern erfolgte am darauf folgenden Tag im Berliner Gloria-Palast.
Die hier erzählte Geschichte wurde im selben Jahr mit Als ich wiederkam fortgesetzt.
Heinrich C. Richter entwarf die Filmbauten.

## Kritik
Paimann’s Filmlisten resümierte: „Das Sujet ist … recht amüsant, wenn auch sein Witz vorwiegend in den Titeln liegt. Die Regie ist nach Überwindung einiger toter Stellen am Anfang recht flott, die Darstellung gut.“